# Wolfram I. von Praunheim
Wolfram I. von Praunheim (erwähnt ab 1189, † vor 1207), auch „Wolfram von Frankfurt“ genannt, ist der Stammvater des Rittergeschlechts derer von Praunheim. Er war der erste Reichsschultheiß von Frankfurt am Main.

## Jugend
Seine Eltern sind nicht bekannt. Er ist am Hof Kaiser Friedrich I. (Barbarossa) und seines Sohnes Kaiser Heinrich VI. aufgewachsen. Damit kannte er Heinrich VI. persönlich, vielleicht waren beide befreundet, jedenfalls bestand ein Vertrauensverhältnis, was Heinrich VI. veranlasste, Wolfram I. zum Reichsschultheißen in Frankfurt am Main zu ernennen, einer Schlüsselposition im Deutschen Reich.

## Politik

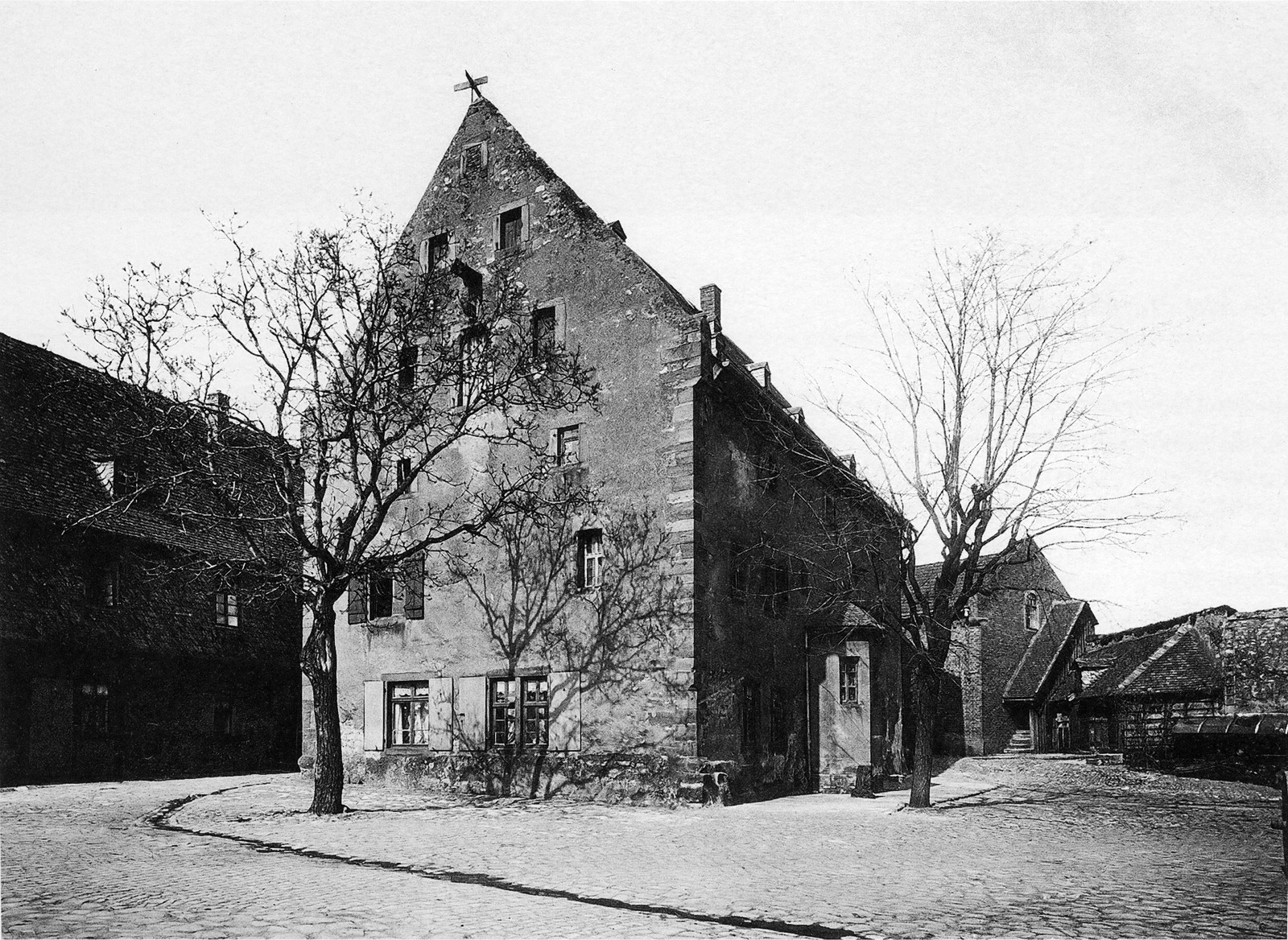
Im Kern romanisches Herrenhaus der Riederhöfe

Ursprünglich stand an der Spitze der Stadt Frankfurt am Main ein Vogt (advocatus), der die königlichen Interessen vertrat und die königlichen Befugnisse wahrnahm, unter anderem die Blutgerichtsbarkeit ausübte. Um 1180 bis 1200 aber fand eine Neuordnung der städtischen Verfassung statt: Nach dem Tod des Vogtes, Konrad (um 1180), wurde das Amt nicht neu besetzt (1220 dann ganz aufgehoben) und der Teil seiner Aufgaben, die ihm in Bezug auf die Stadt Frankfurt zukamen, auf Wolfram I. übertragen, der nun den Titel „sculterus imperii“ trug, Reichsschultheiß. Trotz dieses Amtes hielt sich Wolfram aber auch weiter immer wieder am Hof auf, etwa zu Reichstagen. Kaiser Heinrich VI. stattete seinen Reichsschultheiß im Frankfurter Umland mit Lehen und Einkünften aus. Dazu zählte unter anderem der Riederhof.

## Familie
Wolfram I. war zweimal verheiratet, zunächst mit Liutgard, die vermutlich eine Tochter von Kuno I. von Hagen-Münzenberg war und noch vor 1193 verstarb. Aus dieser Ehe sind zwei Kinder bekannt: Heinrich I. von Praunheim, der wie sein Vater Reichsschultheiß in Frankfurt wurde, und eine Tochter, Gertrud, die vor 1193 geboren wurde und früh verstarb. In zweiter Ehe war Wolfram ab 1193 mit einer Paulina verheiratet. Aus dieser Ehe stammt mindestens ein Kind: Johannes von Praunheim, der wie sein Vater und sein Halbbruder ebenfalls Reichsschultheiß in Frankfurt war.